# ISS Ekspedition 16
ISS Ekspedition 16 var den 16. tur til Den Internationale Rumstation (ISS). Ekspeditionen var sammensat af fire hold astronauter, den samlede ekspedition varede seks måneder.
Ekspedition 16's stambesætning var Jurij Malentjenko og ekspeditionens kaptajn Peggy Whitson – de to ankom d. 12. oktober 2007, de tog af sted som de sidste på ekspedition 16 d. april 2008 og landede på Jorden d. 19. april 2008. Ekspedition 16 overtog Clayton Anderson, der var om bord på ISS i forvejen.

## Missioner i forbindelse med ekspeditionen

### Oktober 2007 Sojuz TMA-11
10. oktober 2007 Sojuz TMA-11, Whitson, Malentjenko og den malajiske gæstekosmonaut Sheikh Muszaphar Shukor opsendes.

### Oktober 2007 STS-120 Harmony
Rumfærgen Discovery – STS-120 opsendt 23. oktober 2007 og vendte tilbage den 7. november 2007, Clayton Anderson udskiftes med Daniel Tani. Rumstationen udvides med modulet Harmony (Node 2) som rumfærgen medbragte.

### December 2007 Progress
Det ubemandede russiske forsyningsfartøj Progress ankom 26. december 2007.

### Februar 2008 STS-122 Columbus
Rumfærgen Atlantis – STS-122 opsendt 7. februar 2008 og vendte tilbage 20. februar 2008, Daniel Tani blev udskiftet med Léopold Eyharts. Rumstationen udvides med ESA-modulet Columbus.

### Marts 2008 STS-123 Kibō
Rumfærgen Endeavour – STS-123 opsendt d. 11. marts 2008 og vendte tilbage d. 27. marts 2008. Léopold Eyharts blev udskiftet med Garrett Reisman. Rumfærgen medbragte det første modul af det japanske (JAXA) rumlaboratorium Kibō og den canadiske robotarm Dextre (Special Purpose Dexterous Manipulator).

### April 2008 Jules-Verne (ATV)
Det ubemandede europæiske forsyningsfartøj Jules-Verne (ATV) ankom d. 3. april 2008 .

### April 2008 Sojuz TMA-12
Sojuz TMA-12 ankom med ISS Ekspedition 17's stambesætning; Sergej Volkov og Oleg Kononenko samt den sydkoreanske gæstekosmonaut Yi So-yeon til rumstationen d. 10. april 2008 (ISS Ekspedition 17) .

### April 2008 Sojuz TMA-11
Sojuz TMA-11, Whitson, Malentjenko og Yi So-yeon fløj retur til Jorden d. 19. april 2008 og besætningen blev udsat for voldsom landing.

## Besætningen
- Peggy Whitson , ISS kaptajn (NASA)
- Jurij Malentjenko , flymaskinist (RKA)
- Clayton Anderson , flymaskinist (NASA) Hold 1
- Daniel Tani , flymaskinist (NASA) Hold 2
- Léopold Eyharts , flymaskinist (ESA) Hold 3
- Garrett Reisman , flymaskinist (NASA) Hold 4

### Besætnings skift
- Sojuz TMA-11, Whitson, Malentjenko og Sheikh Muszaphar Shukor ankommer.
- STS-117, Sunita Williams udskiftes med Clayton Anderson.
- STS-120, Clayton Anderson udskiftes med Daniel Tani.
- STS-122, Daniel Tani udskiftes med Léopold Eyharts.
- STS-123, Léopold Eyharts udskiftes med Garrett Reisman.
- Sojuz TMA-12, Sergej Volkov, Oleg Kononenko og Yi So-yeon ankommer.
- Sojuz TMA-11, Hjemrejse for Whitson, Malentjenko og Yi So-yeon.

Den ny ISS Ekspedition 17 besætning er Oleg Kononenko, Sergej Volkov og Garrett Reisman, Sergej Volkov afløser Peggy Whitson som ISS kaptajn. Sheikh Muszaphar Shukor og Yi So-yeon var begge kun på et kortere besøg på rumstationen.